# Exposition Internationale de Bruxelles (1897)
Exposition Internationale de Bruxelles var en verdensudstilling afholdt i Bruxelles, Belgien fra 10. maj til 8. november 1897. Det var den første officielle verdensudstilling afholdt i Bruxelles. 28 lande deltog i udstillingen, og 7.8 millioner mennesker besøgte den gennem de 6 måneder udstillingen varede.

## Daltagende Lande

### Europa
- Tyskland
- Østrig-Ungarn
- Bosnien og Hercegovina
- Bulgarien
- Danmark
- Spanien
- Frankrig
- Storbritannien
- Grækenland
- Italien
- Luxembourg
- Norge
- Holland
- Portugal
- Rumænien
- Rusland
- Sverige
- Schweiz

### Afrika
- Congo
- Liberia

### Amerika
- Chile
- Dominikanske republik
- Paraguay
- USA

### Asien
- Persien
- Tyrkiet

- Wikimedia Commons har flere filer relateret til Exposition Internationale de Bruxelles (1897)

| Festival | Spire Denne artikel om festivaler og mærkedage er en spire som bør udbygges. Du er velkommen til at hjælpe Wikipedia ved at udvide den. |

50°50′30″N 4°23′19″Ø / 50.84167°N 4.38872°Ø